# Diskurspartikel
En diskurspartikel, även diskursmarkörer, pragmatiska partiklar och samtalspartiklar, är ett ord eller ett uttryck som inte direkt påverkar betydelsen av det man säger, utan snarare beror på situationen, texten, yttrandet eller relationen mellan de som talar. De är grammatikaliserade uttryck vars ursprungliga betydelse överskuggats av pragmatiska funktioner.  Typiska diskurspartiklar är liksom, typ, ju, alltså och ba (bara). Även om diskurspartiklar i sig inte påverkar meningens egentliga betydelse, kan de ändå påverka själva andemeningen av det som sägs. Till exempel kan typ skapa vaghet. Diskurspartiklar har därför ofta funktionen av att förmedla hur ett yttrande ska tolkas.

## Kriterier
För att kunna kallas diskurspartikel behöver uttrycket uppfylla ett eller flera av fyra kriterier:
1. Det påverkar inte sanningen i det som sägs
2. Det tillför inget till yttrandets propositionella innehåll
3. Det har mer att göra med samtalsituationen än det man verkligen talar om
4. Det har en känslomässig funktion snarare än en faktamässig

### Fotnoter
1. ↑  Svensson, Gudrun (Lund 2007). Funktion och betydelse hos duvet i två gymnasistgrupper i Malmö